# 蒙特内罗萨比诺
蒙特内罗萨比诺（義大利語：Montenero Sabino），是意大利列蒂省的一个市镇。总面积22.63平方公里，人口306人，人口密度13.5人/平方公里（2009年）。ISTAT代码为057042。